# Leonhard Weiß
Leonhard Weiß (* 26. Juni 1907 in Fürth; † 18. August 1981) war ein deutscher Fußballspieler. Sein einziges Länderspiel für die A-Nationalmannschaft bestritt der linke Flügelstürmer am 13. September 1931 in Wien bei der 0:5-Niederlage gegen die Nationalmannschaft Österreichs.

## Karriere

### Vereine
Weiß durchlief ab 1918 die Jugendabteilung und gehörte ab Mai 1926 der Ligamannschaft der SpVgg Fürth an. Der schnelle Linksaußen kam  in der Bezirksliga Bayern bis Juni 1927 für das „Kleeblatt-Team“ zum Einsatz. Der junge Flügelstürmer verlor ausgerechnet vor dem Finale um die Deutsche Meisterschaft 1926 seinen Stammplatz. Am 16. und 30. Mai 1926 hatte er in der Endrunde bei den zwei Erfolgen gegen FC Viktoria Forst (5:0) und den Breslauer SC (4:0) wie auch beim 3:1-Erfolg im Halbfinale gegen Holstein Kiel mit Erfolg an der Seite von Karl Auer, Andreas Franz, Leonhard Seiderer und Willi Ascherl für die Spielvereinigung gestürmt. Nachdem er seinen Stammplatz 1927/28 nicht mehr zurück erkämpfen konnte, wechselte er zur Saison 1928/29 zum Ligakonkurrenten 1. FC Nürnberg.
Beim Club avancierte er zum Stammspieler, bestritt zwischen 1928 und 1934 244 Einsätze und gewann in dieser Zeit fünf Titel, obwohl beim „Club“ die Ära der Helden wie Heiner Stuhlfauth und Hans Kalb zu Ende ging. Insgesamt hat er in den Endrunden um die deutsche Fußballmeisterschaft von 1926 bis 1934 in vier Halbfinals (1926, 1929, 1930, 1932) gestanden und dabei 14 Spiele mit drei Toren absolviert. Seine Leistungen in Nürnberg verhalfen ihm auch zum Sprung in die Nationalmannschaft.

### Nationalmannschaft
Sein einziges Länderspiel für die A-Nationalmannschaft bestritt er am 13. September 1931 in Wien unter Reichstrainer Otto Nerz bei der 0:5-Niederlage gegen die Nationalmannschaft Österreichs. Das Team von Bundeskapitän Hugo Meisl ging als Wunderteam in die Fußballhistorie ein. Weiß bildete auf Rechtsaußen mit Clubkamerad Josef Hornauer den rechten Angriffsflügel und mit Willi Kund stürmte auf Linksaußen der dritte Angreifer vom 1. FC Nürnberg.

## Erfolge
- Gaumeister Bayern 1934
- Süddeutscher Meister 1929
- Nordbayrischer Meister 1929, 1932, 1933

## Sonstiges
Nach dem Ende seiner Laufbahn als Fußballer betrieb der zum Kaufmann ausgebildete Weiß später im oberpfälzischen Neumarkt eine Gaststätte.